# Horný Bar
Horný Bar (in ungherese Felbár) è un comune della Slovacchia facente parte del distretto di Dunajská Streda, nella regione di Trnava.